# Jarosławicze
Jarosławicze (ukr. Ярославичі) – wieś w rejonie młynowskim obwodu rówieńskiego, założona w 1145 r. W II Rzeczypospolitej miejscowość była siedzibą gminy wiejskiej Jarosławicze w powiecie dubieńskim województwa wołyńskiego. Wieś liczy 549 mieszkańców.
Podczas rzezi wołyńskiej w 1943 roku oddział UPA zamordował w Jarosławiczach co najmniej 54 Polaków.